# Штепа, Сергей Сергеевич
Сергей Сергеевич Штепа (укр. Сергій Сергійович Штепа; род. 30 апреля 1990, Запорожье) — украинский профессиональный фотограф, журналист.
Народный депутат Украины IX созыва. Член партии «Слуга народа».

## Биография

### Образование
Окончил Запорожский национальный университет (специальность «Издательское дело и редактирование»).

### Трудовая деятельность
Штепа работал внештатным журналистом и корреспондентом в нескольких печатных изданиях. Организовывал культурные мероприятия и фотовыставки, в том числе благотворительного направления. Имел собственную фотошколу, учил более 400 студентов, в том числе из Польши и Франции.

## Политическая деятельность
Кандидат в народные депутаты от партии «Слуга народа» на парламентских выборах 2019 года (избирательный округ № 77, Шевченковский район, часть Александровского района города Запорожье). На время выборов: временно не работает, проживает в Запорожье. Беспартийный.
Член Комитета Верховной Рады по вопросам свободы слова (август — сентябрь 2019), член Комитета Верховной Рады по вопросам цифровой трансформации (с сентября 2019). Председатель подкомитета электронного управления.
В ноябре 2019 года подготовил официальное обращение на имя директора концерна «Укроборонпром» о возможном злоупотреблении служебным положением со стороны руководства научно-производственного комплекса «Искра» и сообщил о случаях, когда работникам завода, которые планировали обратиться к народному депутату, чинили преграды и устраивали обыски.